# Fédération européenne de squash
La Fédération européenne de squash est formée le 1973 dans le but de développer et de promouvoir le squash en Europe .
Elle est basée en Angleterre dans les Midlands de l'Ouest à Barston.

## Liste des présidents
| N° | Période d'activité | Pays       | Nom                |
| -- | ------------------ | ---------- | ------------------ |
| 01 | 1973–1977          | Suède      | Lennart Lepsen     |
| 02 | 1977–1985          | Pays-Bas   | Lou Zandvliet      |
| 03 | 1985–1989          | Irlande    | Brian Fitzgerald   |
| 04 | 1989–1992          | Allemagne  | Bernhard Wöbker    |
| 05 | 1992–1993          | Pays-Bas   | Casper Zeegers     |
| 06 | 1993–1999          | Irlande    | Joyce Buckley      |
| 07 | 1999–2001          | Pays-Bas   | Philip van der Ven |
| 08 | 2001–2007          | Angleterre | Christopher Stahl  |
| 09 | 2007–2013          | Belgique   | Hugo Hannes        |
| 10 | 2013–2019          | Angleterre | Zena Wooldridge    |
| 11 | 2019–2022          | Belgique   | Hugo Hannes        |
| 12 | 2022–              | Suède      | Thomas Troedsson   |

## Liste des membres[2]
L'ESF rassemble en 2011 quarante-trois fédérations nationales.
| Pays           | Code | Fédération                                   | Président(e)           |
| -------------- | ---- | -------------------------------------------- | ---------------------- |
| Allemagne      | GER  | Deutscher Squash Verband (en)                | Steve Mann             |
| Angleterre     | ENG  | England Squash                               | Paul Millman           |
| Arménie        | ARM  | Armenian National Squash                     | Mikayel Vardanyan      |
| Autriche       | AUT  | Österreichischer Squash Rackets Verband (en) | Thomas Wachter         |
| Belgique       | BEL  | Belgian Squash Federation                    | Serge Maggi            |
| Chypre         | CYP  | Cyprus Squash Rackets                        | George Yiapanas        |
| Croatie        | CRO  | Croatian Squash Federation                   | Vedran Rezic           |
| Danemark       | DEN  | Dansk Squash Forbund (en)                    | Tom Kjaerbye Larsen    |
| Tchéquie       | CZE  | Czech Squash Association (en)                | Pavel Sladecek         |
| Écosse         | SCO  | Scottish Squash (en)                         | Mark Adderley          |
| Espagne        | ESP  | Real Federación Española de Squash           | Rogelio Chantada Lago  |
| Estonie        | EST  | Estonian Squash Federation                   | Eino Vaarala           |
| Finlande       | FIN  | Suomen Squashliitto (en)                     | Leo Hatjasalo          |
| France         | FRA  | Fédération française de squash               | Julien Muller          |
| Pays de Galles | WLS  | Squash Wales (en)                            | Alan James             |
| Gibraltar      | GIB  | Gibraltar Squash Association                 | Barry Brindle          |
| Grèce          | GRE  | Greek Squash Rackets Federation              | George Barletis        |
| Hongrie        | HUN  | Hungarian Squash Association                 | Balazs Welesz          |
| Irlande        | IRL  | Irish Squash Federation (en)                 | Rosie Barry            |
| Islande        | ISL  | Iceland Squash                               | Hilmar H. Gunnarsson   |
| Israël         | ISR  | Israel Squash Rackets Association            | Opher Levy             |
| Italie         | ITA  | Federazione Italiana Giuoco Squash (en)      | Piero Bartoletti       |
| Lettonie       | LAT  | Latvian Squash Federation                    | Maris Macijevskis      |
| Liechtenstein  | LIE  | Liechtenstein Squash Federation              | Oliver Stahl           |
| Lituanie       | LTU  | Lithuania Squash Federation                  | Edvinas Dovydaitis     |
| Luxembourg     | LUX  | Fédération de Squash Luxembourgeoise         | Steve Kaiser           |
| Macédoine      | MKD  | Squash Federation of FYR Macedonia           | Jane Vangelovski       |
| Malte          | MLT  | Malta Squash                                 | Liz Said               |
| Île de Man     | IMN  | Isle of Man Squash Rackets Association       | Leslie Callow          |
| Monaco         | MON  | Fédération Monegasque de Squash Racket       | Bruno Fissore          |
| Monténégro     | MNE  | Montenegrin Squash Association               | Miso Pejkovic          |
| Norvège        | NOR  | Norges Squashforbund                         | Ida Sonju              |
| Pays-Bas       | NED  | Squash Bond Nederland (en)                   | Frits de Leeuw         |
| Pologne        | POL  | Polska Federacja Squasha (en)                | Rosanna Radlińska-Tyma |
| Portugal       | POR  | Federacao Nacional de Squash                 | Luís Ferreira          |
| Russie         | RUS  | Федерация сквоша России (en)                 | Kirill Perov           |
| Serbie         | SRB  | Serbian Squash Association                   | Čedomir Vitorović      |
| Slovaquie      | SVK  | Slovak Squash Association                    | Juraj Celler           |
| Slovénie       | SLO  | Slovenian Squash Association                 | Tomaz Campa            |
| Suède          | SWE  | Svenska Squashförbundet (en)                 | Björn Strandberg       |
| Suisse         | SUI  | Swiss Squash                                 | Ernst Roth             |
| Turquie        | TUR  | Turkish Developing Sports Federation         | Enver Oral             |
| Ukraine        | UKR  | Ukraine Squash Federation                    | Roman Dolynych         |

## Événements
La fédération organise plusieurs événements.
Les événements pour les catégories juniors :
- Championnats d'Europe juniors individuels
- Championnats d'Europe juniors par équipes (U15 & U17)

Les événements seniors :
- Championnats d'Europe élites individuels
- Championnats d'Europe élites par équipes

Les événements vétérans :
- Championnats d'Europe Masters